# HOTEL HOLIDAYS IN THE SUN
《HOTEL HOLIDAYS IN THE SUN》(호텔 홀리데이즈 인 더 선)은 일본 싱어송라이터 YUI가 2010년 9월부터 2010년 11월까지 일본 열도의 주요 도시를 다니며 한 네 번 째 라이브 투어 공연이자, 이 중 일부를 녹취한 공연 DVD 이름이다. 2011년에는 이 공연이 특별히 홍콩에서도 열렸다.

## 라이브 투어
라이브 투어 《HOTEL HOLIDAYS IN THE SUN》의 공식 명칭은 『YUI 4th Tour 2010 ~ HOTEL HOLIDAYS IN THE SUN ~』이다. 그러나 대개 줄여서 HOTEL HOLIDAYS IN THE SUN이라고 부른다. YUI의 네 번째 정규 앨범 《HOLIDAYS IN THE SUN》이 나온 뒤에 한 라이브 투어라서, 이 앨범 수록곡들을 위주로 불렀다.

### 해외 공연
2011년 6월 26일에는 이와 비슷한 내용의 공연인 《Hong Kong HOTEL HOLIDAYS IN THE SUN》을 홍콩의 아시아 월드아리나에서 하였다. 이는 YUI의 첫 해외 라이브 공연이다. 이 라이브 공연에서는 전 해 일본에서 했던 공연과는 달리, 나온 지 얼마 안 된 신곡 HELLO ~Paradise Kiss~, It's My Life 등을 불렀다.

## DVD
《HOTEL HOLIDAYS IN THE SUN》은 일본 무도관에서 열린 YUI의 라이브 투어 《HOTEL HOLIDAYS IN THE SUN》의 마지막 무대를 녹취한 DVD이다. 전작으로는 2007년 11월에 발매한 《Thank You My Teens》가 있다. 이 DVD는 2011년 3월 9일에 발매되었다. 즉, 이 DVD는 전작 《Thank You My Teens》가 발매된 지 3년 반 만에 발매된다는 의미가 있다.
전작 《Thank You My Teens》가 공연의 일부를 녹취한 것만 담은 반면, 《HOTEL HOLIDAYS IN THE SUN》는 공연 전체를 녹취한 것이 들어있다.

## 수록곡
1. Again
2. Rolling Star
3. It's All Too Much
4. Laugh Away
5. Parade
6. Cinnamon
7. Please Stay With Me
8. How Crazy
9. Love is All
10. Tokyo
11. I'll be
12. Never Say Die
13. Es.car
14. I Do It
15. Tonight
16. Shake My Heart

Encore songs
1. To Mother
2. Driving Happy Life
3. Rain
4. Che.r.ry
5. Gloria
6. Good-bye Days

## 차트
| 차트 (2011)          | 최고 순위 | 차트 런 |
| -------------------- | --------- | ------- |
| 일본 오리콘 DVD 차트 | 2         | 16      |